# Калеб Плант
Калеб Гантер Плант (англ. Caleb Hunter Plant; 8 липня 1992, Ешленд-Сіті, Теннессі) — американський професійний боксер, чемпіон світу за версією IBF (2019—2021) у другій середній вазі.

## Професіональна кар'єра
Калеб Плант дебютував на профірингу 2014 року. 13 січня 2019 року, маючи рекорд 17-0, вийшов на бій проти чемпіона IBF у другій середній вазі венесуельця Хосе Ускатегі і відібрав у нього в першому захисті звання чемпіона світу за версією IBF, здобувши перемогу одностайним рішенням суддів.
Впродовж 2019—2021 років захистив титул три рази.

### Плант проти Альвареса
6 листопада 2021 року на MGM Grand Garden Arena в Парадайзі, штат Невада відбувся об'єднавчий поєдинок між чемпіоном WBA (Super), WBC, WBO та The Ring у другій середній вазі Канело Альваресом та чемпіоном IBF Калебом Плантом. Переможець мав стати першим абсолютним чемпіоном у другій середній вазі.
Плант не зумів скласти гідну конкуренцію мексиканцю, програвши технічним нокаутом у одинадцятому раунді. На момент зупинки бою він програвав на картках усіх суддів.
15 жовтня 2022 року Калеб Плант здобув перемогу нокаутом у дев'ятому раунді над ексчемпіоном світу Ентоні Дірреллом (США) і став обов'язковим претендентом на титул чемпіона світу за версією WBC у другій середній вазі.
25 березня 2023 року зустрівся в бою з «тимчасовим» чемпіоном WBC у другій середній вазі Девідом Бенавідесом (США) і діяв раціонально, використовуючи роботу ніг і удари назустріч атакуючому супернику, та все ж одностайним рішенням суддів зазнав другої в кар'єрі поразки.
14 вересня 2024 року в бою проти Тревора Маккамбі (США) завоював вакантний титул «тимчасового» чемпіона WBA у другій середній вазі. 31 травня 2025 року втратив його, програвши мексиканцю Хосе Армандо Ресендису.